# Takumi Yamada
Takumi Yamada (født 25. november 1989) er en japansk fodboldspiller, som spiller for den japanske fodboldklub Montedio Yamagata.